# Henry White (diplomat)

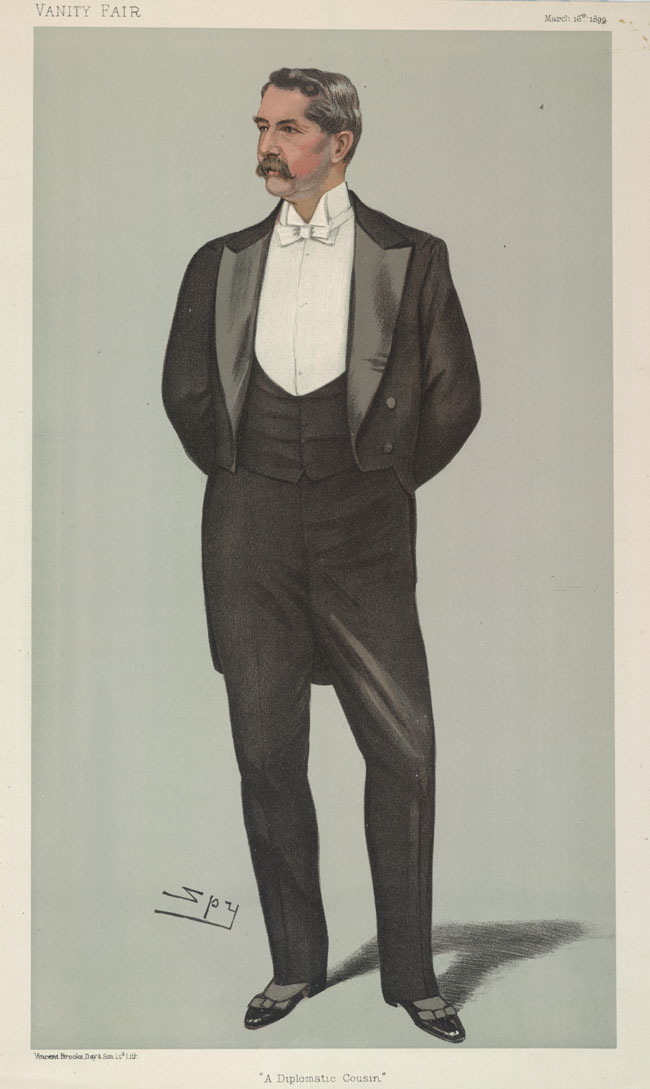
Henry White, karikatyr av Leslie Ward, publicerad i Vanity Fair 1899.

Henry White, född den 29 mars 1850 i Baltimore, Maryland, död den 15 juli 1927 i Lenox, Massachusetts, var en amerikansk diplomat.
White  blev efter grundliga studier i Amerika och Frankrike legationssekreterare i Wien 1883. Han var legationssekreterare i London 1884-93, ambassadsekreterare där 1897-1905 och amerikansk ambassadör i Rom 1905-07. White deltog 1905 som förste amerikansk delegerad vid internationella lantbrukskonferensen i Rom, då internationella lantbruksinstitutet upprättades. Även var han 1906 förste amerikansk delegerad vid Algeciraskonferensen. White var 1907-09 ambassadör i Paris och 1910 ordförande i Förenta staternas delegation vid fjärde panamerikanska konferensen i Buenos Aires. Under Första världskriget uppträdde han tidigt för Förenta staternas ingripande, och vid fredsförhandlingarna i Versailles 1919 var han medlem av amerikanska förhandlingsdelegationen.